# Le Tour de la France par deux enfants
Le Tour de la France par deux enfants is een Frans schoolboek dat werd gebruikt in het Franse basisonderwijs tijdens de Derde Republiek. Het boek werd geschreven in 1877 door G. Bruno, een pseudoniem voor Augustine Fouillée.
Het boek beleefde een enorm succes: het was op elke basisschool verplichte kost en werd ontelbare malen herdrukt. In 1906 waren reeds zes miljoen exemplaren verkocht, maar het aantal kinderen dat het boek op school heeft gelezen moet vele malen groter zijn.

## Inhoud

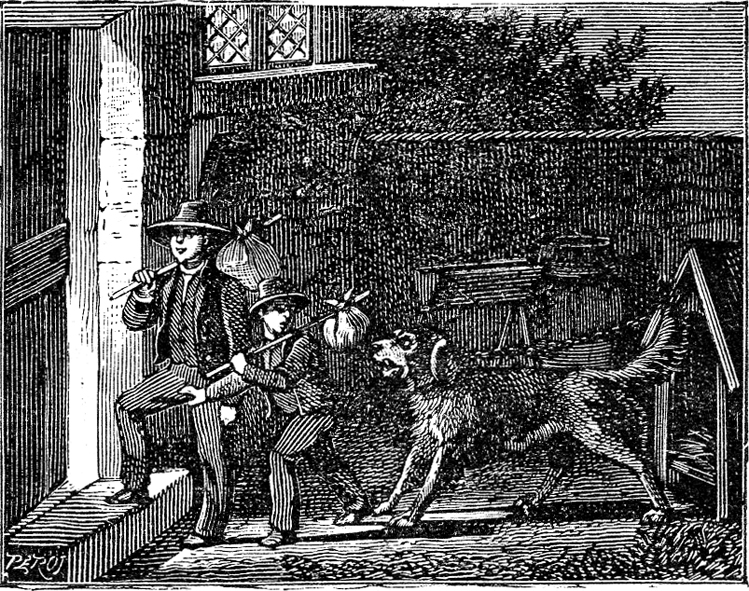
André en Julien op een gravure uit Le Tour de la France par deux enfants

Le Tour de la France vertelt het verhaal van de twee kinderen André en Julien Valden, die na het verlies van beide ouders hun geboortestreek Elzas-Lotharingen verlaten om een tocht te maken door Frankrijk, waarbij ze alle regio’s bezoeken. In elke regio worden roemruchte personen, monumenten en gewoontes ten tonele gevoerd, die kenmerkend zijn voor Frankrijk. Bij hun bezoek aan Auvergne krijgt het tweetal bijvoorbeeld een geschiedenisles over de Gallische hoofdman Vercingetorix, die het land verdedigde tegen de Romeinen. Ook Jeanne d'Arc en koning Lodewijk XIV worden behandeld.

## Pedagogisch doel
Doel van het boek was de schoolkinderen te leren over de grenzen van hun eigen gemeenschap heen te kijken. In het 19e-eeuwse Frankrijk kwamen de meeste mensen namelijk nauwelijks hun dorp of stad uit, en passeerden zelden de grenzen van het departement. Le Tour de la France hielp kinderen om zich een voorstelling te maken van het hele land. Meer in het algemeen diende het boek om kinderen de geschiedenis, geografie, wetenschap en mores van Frankrijk aan te leren, zodat hun nationale bewustzijn vorm kreeg. Men moest zich Frans gaan voelen, al was er in het boek ook waardering voor de verscheidenheid van het land en zijn regio's. Ook droeg het boek de irrendentistische gevoelens uit die in Frankrijk leefden na het verlies van Elzas-Lotharingen aan het Duitse Keizerrijk in 1871. Net als de weeskinderen uit het boek bleef Frankrijk verweesd achter na het verlies van Elzas-Lotharingen. Om deze reden werd het boek later ook wel "le petit livre rouge de la République" genoemd (het "rode boekje" van de Franse Republiek): het fungeerde immers als een soort ideologisch handboek.